# Cantone di Le Bois-d'Oingt
Il cantone di Le Bois-d'Oingt è una divisione amministrativa, situato nel dipartimento del Rodano dell'arrondissement di Villefranche-sur-Saône.
A seguito della riforma approvata con decreto del 27 febbraio 2014, che ha avuto attuazione dopo le elezioni dipartimentali del 2015, è passato da 18 a 27 comuni.

## Composizione
I 18 comuni facenti parte prima della riforma del 2014 erano:
- Bagnols
- Le Bois-d'Oingt
- Le Breuil
- Chamelet
- Châtillon-d'Azergues
- Chessy-les-Mines
- Frontenas
- Jarnioux
- Légny
- Létra
- Moiré
- Oingt
- Sainte-Paule
- Saint-Laurent-d'Oingt
- Saint-Vérand
- Ternand
- Theizé
- Ville-sur-Jarnioux

Dal 2015 i comuni appartenenti al cantone sono i seguenti 27:
- Alix
- Bagnols
- Belmont-d'Azergues
- Le Bois-d'Oingt
- Le Breuil
- Bully
- Chamelet
- Charnay
- Châtillon
- Chessy-les-Mines
- Cogny
- Frontenas
- Jarnioux
- Légny
- Létra
- Liergues
- Moiré
- Oingt
- Pouilly-le-Monial
- Saint-Germain-Nuelles
- Saint-Jean-des-Vignes
- Saint-Laurent-d'Oingt
- Saint-Vérand
- Sainte-Paule
- Ternand
- Theizé
- Ville-sur-Jarnioux